# Pierre Cartellier
Pierre Cartellier (Franciaország, Párizs, 1757. december 2. – Párizs, 1831. június 12.) francia szobrász.

## Életrajza

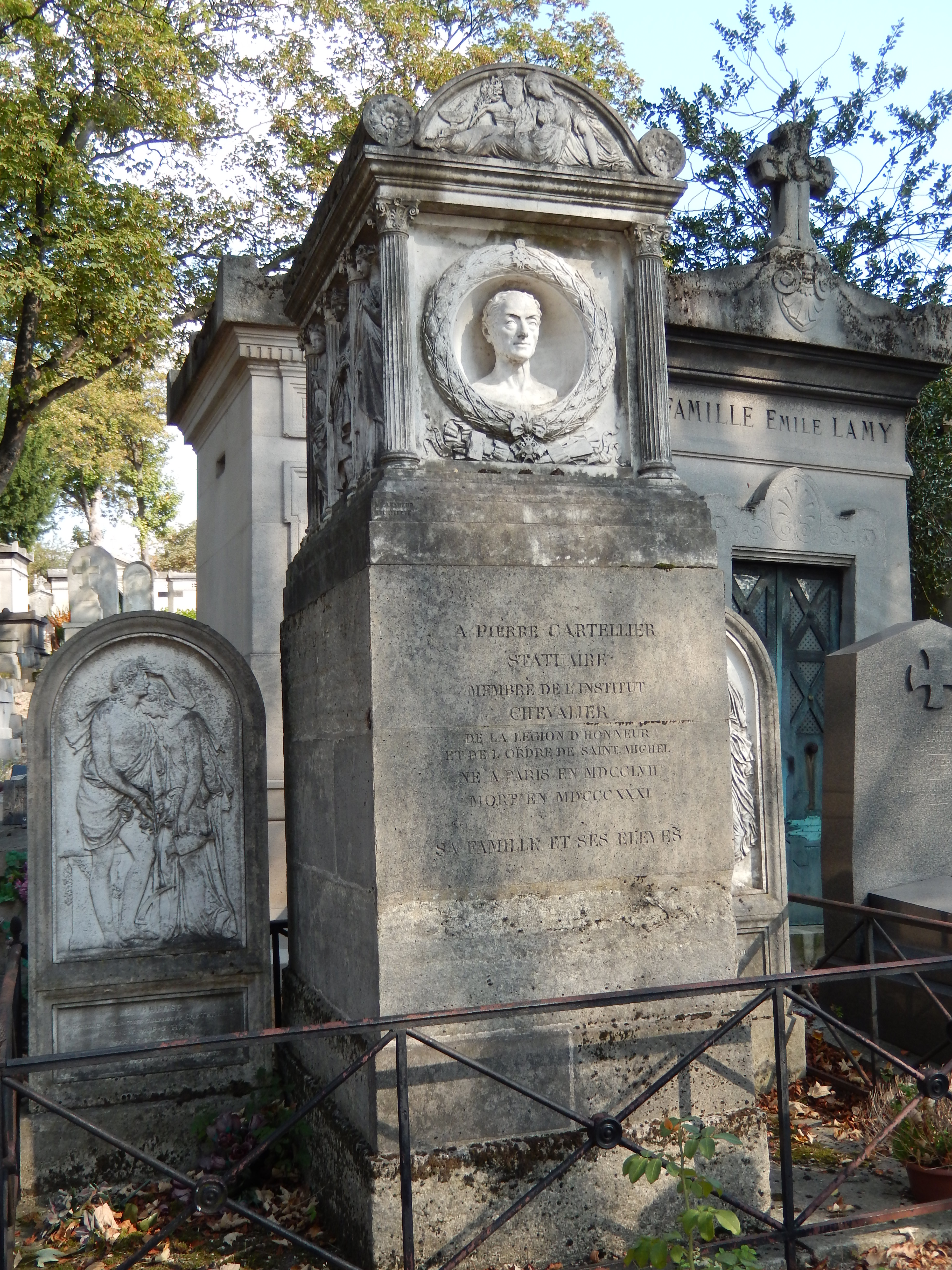
Sírja a párizsi temetőben

Pierre Cartellier 1757. december 2-án született Párizsban. Tanulmányait is itt végezte Párizsban, az École gratuite de Dessin-ben, majd a Charles-Antoine Bridan stúdióban, mielőtt részt vett az Académie Royale-n.
A francia forradalom idején Cartellier része volt egy szobrászokból álló csapatnak, aki dolgozott a Ste. Geneviève templomon Párizsban, a Panthéon átalakításán.
Cartellier készítette el Dominique Vivant, báró Denon (1747-1825) sírját díszítő bronzszobrát a Père Lachaise temetőben Párizsban. Cartellier legismertebb munkájára azonban 1825-ben került sor, amikor megbízást kapott Dominique Vivant közeli barátjától Eugène és Hortense de Beauharnaistól, hogy faragjon egy emlékművet anyja, Josephine császárnő sírjára. Cartellier szobra, Josephineról a Saint-Pierre-Saint-Paul Rueil-Malmaison templom festménye alapján mintázta meg a térdelő képet, mely Jacques-Louis David  Napoléon Bonaparte koronázásáról készült.
Cartellier tagja volt az Institut de Francenak, 1808-ban a Becsületrend, 1824-ben a Szent-Mihály Rend tulajdonosa lett, 1808-ban a Royal Institute of Holland is társulati tagjává választotta.
Tanított az École des Beaux-Arts-ban Párizsban. Lánya Jean-François Heim festőhöz ment férjhez, de 19 éves korában meghalt.
Pierre Cartellier Párizsban halt meg 1831-ben, és ott is temették el a Père Lachaise temetőben feleségével és a lányával együtt.

## Galéria

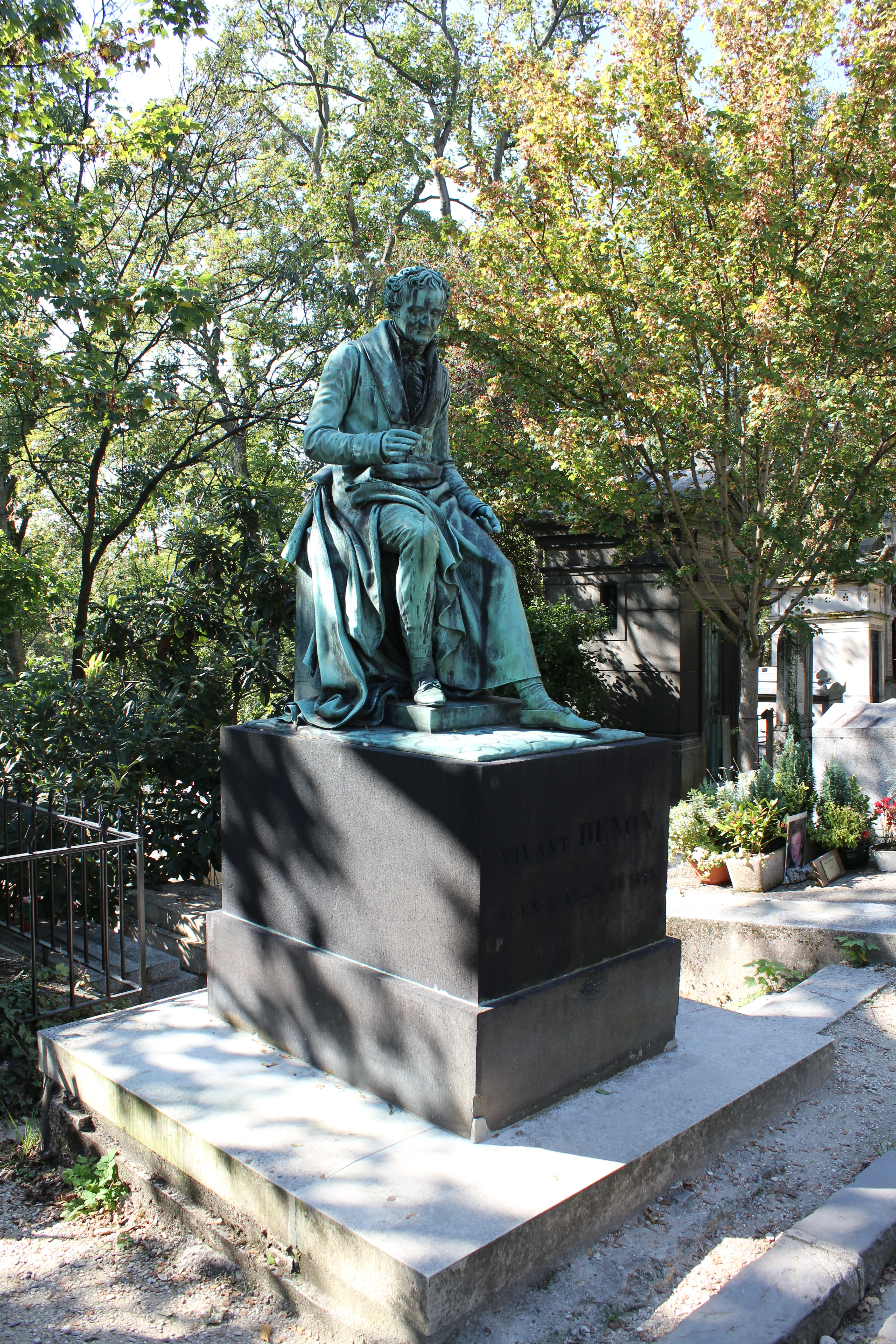
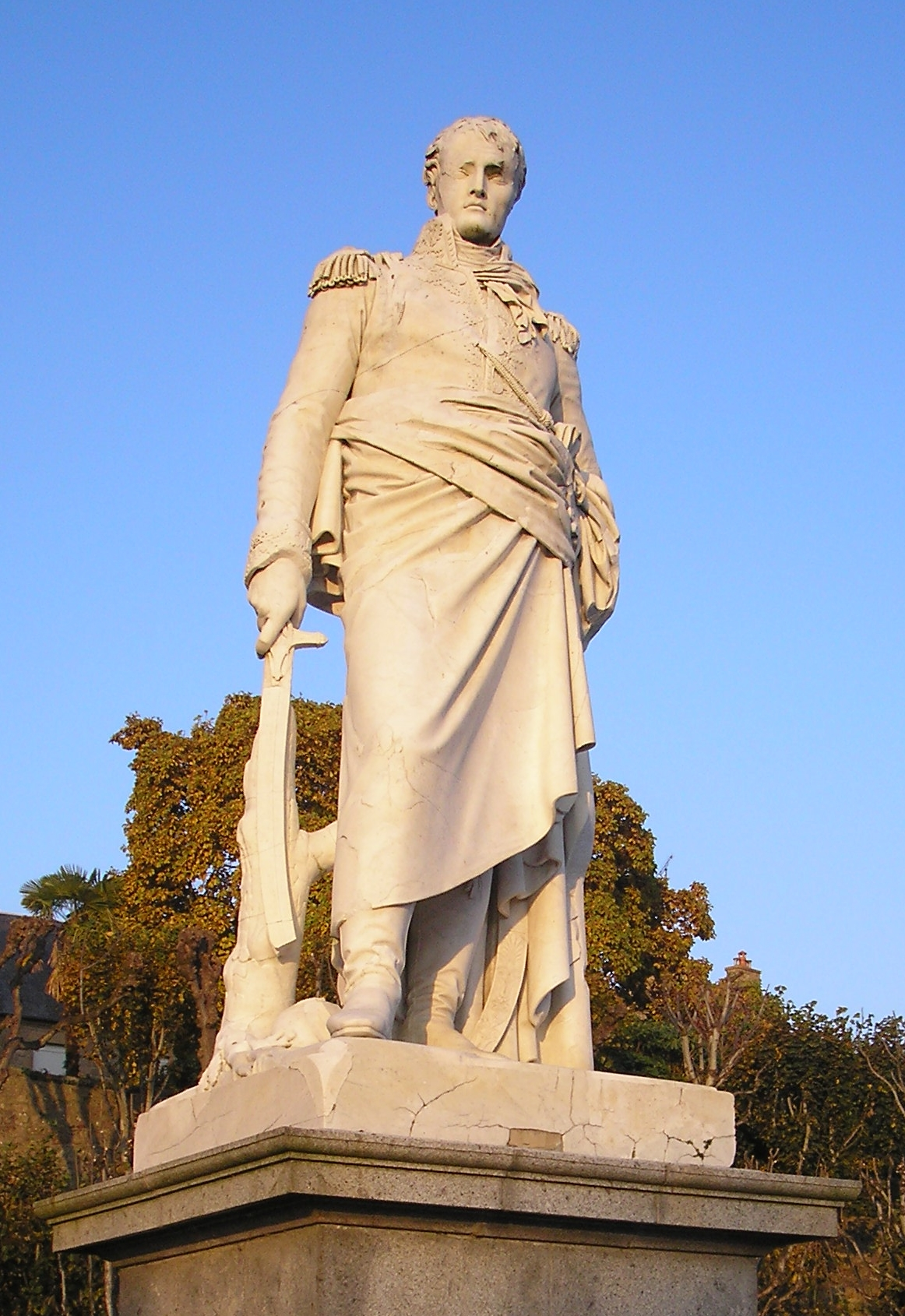
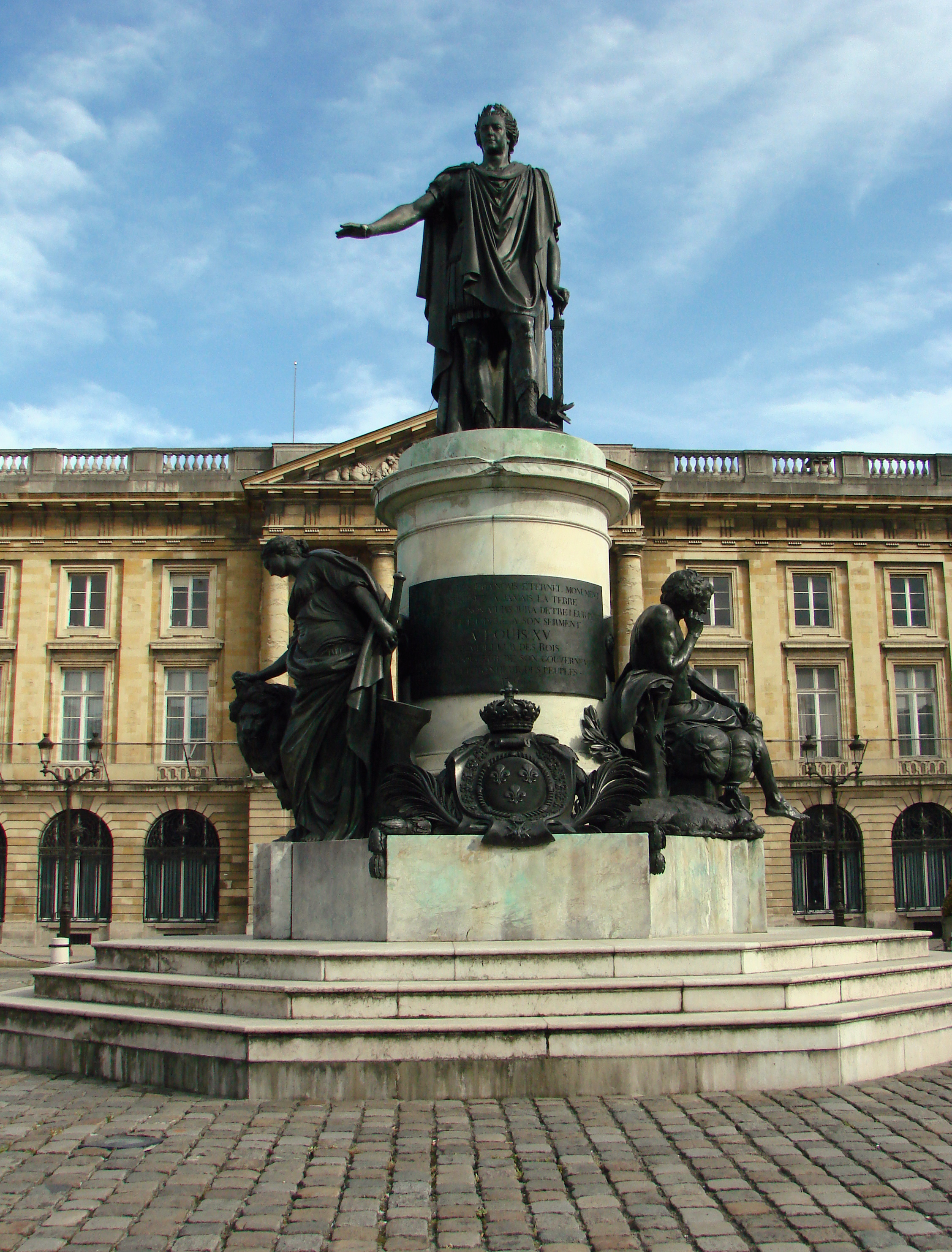